# Pengaturan
Pengaturan is een bestuurslaag in het regentschap Musi Banyuasin van de provincie Zuid-Sumatra, Indonesië. Pengaturan telt 674 inwoners (volkstelling 2010).